# Proyecto HATNet
La Red Automática de Telescopios Húngaros (Hungarian Automated Telescope Network), también conocida por la sigla HATNet, es un proyecto astronómico de búsqueda de planetas extrasolares húngaro.
Consta de seis pequeños telescopios "HAT" completamente automatizados, que son utilizados para detectar y categorizar planetas extrasolares, además de encontrar y seguir estrellas variables. 
La red posee dos centros principales de observación: El sitio en el Submillimeter Array (SMA) del Observatorio Astrofísico Smitsoniano (SAO, por su sigla en inglés) en la sima del Mauna Kea en Hawái, y el Observatorio Fred Lawrence Whipple (FLWO), también de SAO. Es mantenido por el Harvard-Smithsonian Center for Astrophysics. 
Los telescopios HAT (Hungarian-made Automated Telescope, Telescopios Automáticos Hechos en Hungría) fueron diseñados en Hungría por un pequeño equipo de trabajo, que se inició a través de la Asociación Húngara de Astronomía, en 1999. Los telescopios HAT tienen lentes pequeñas de 11 cm de diámetro y un campo visual amplio de 8x8 grados sexagesimales.

## Equipamiento
El prototipo de instrumento, se construyó HAT-1 de un 180 mm de distancia focal y 65 mm de teleobjetivo de abertura Nikon y Kodak de chip KAF-0401E de 512×768,9 Mpx. El período de prueba fue de 2000 a 2001 en el Budapest, Konkoly Observatorio.
El HAT-1 fue transportado de Budapest al Observatorio Steward, Kitt Peak, Arizona, en enero de 2001. El transporte causó graves daños en el equipo.
Más tarde se construyeron telescopios utilizando a Canon Company de 11 cm de diámetro y lentes f/1.8L para un amplio campo de 8°×8°. Es un instrumento totalmente automatizado con un dispositivo de carga acoplada 2K x 2K (CCD). Un instrumento HAT funcionaba hasta el 2010 en el Observatorio Wise.
HAT es controlado por un solo PC Linux y sin supervisión humana. Los datos se almacenan en una base de datos MySQL.

### HAT-Sur
Desde 2009, otros tres lugares se unieron a la HATNet con telescopios de diseño completamente nuevo. Los telescopios se despliegan a Australia, Namibia y Chile. Cada sistema tiene ocho (2*4) montado conjunta-, cuasi-paralelos  Takahashi Epsilon (180 mm de diámetro, 2,8) astrógrafos con Apogeo 4k*4k con la superposición de campos visuales. Los equipos de procesamiento son PC Xenomai industriales con sede en con 10 TB de almacenamiento. La financiación se proporcionaría hasta 2013.

## Planetas extrasolares descubiertos
Alrededor de 50 planetas extrasolares han sido descubiertos hasta ahora por el proyecto HATNet (nota el descubrimiento del planeta WASP-11b/HAT-P-10b fue anunciado al mismo tiempo por el equipo de SuperWASP). Todos han sido descubiertos mediante el método de tránsito. Además el seguimiento de la velocidad radial ha detectado un acompañante adicional, siendo el mismo un planeta masivo o una enana marrón pequeña alrededor de la estrella HAT-P-13, haciendo de este el primer planeta en tránsito conocido en un sistema con un compañero en una órbita exterior bien caracterizada En marzo de 2010, siete otros candidatos estaban bajo examen.